# Caitlin Maroldo
Caitlin Maroldo (Utica, 3 de mayo de 1975) es una deportista estadounidense que compitió en curling. Ganó una medalla de plata en el Campeonato Mundial de Curling Femenino de 2006.

## Palmarés internacional
| Campeonato Mundial | Campeonato Mundial      | Campeonato Mundial | Campeonato Mundial |
| Año                | Lugar                   | Medalla            | Prueba             |
| ------------------ | ----------------------- | ------------------ | ------------------ |
| 2006               | Grande Prairie (Canadá) | Medalla de plata   | Equipo             |